# Phaius labiatus
Phaius labiatus är en orkidéart som beskrevs av Johannes Jacobus Smith. Phaius labiatus ingår i släktet Phaius och familjen orkidéer. Inga underarter finns listade i Catalogue of Life.